# Bad Griesbach im Rottal
Bad Griesbach im Rottal är en stad i Landkreis Passau i Regierungsbezirk Niederbayern i förbundslandet Bayern i Tyskland. Bad Griesbach im Rottal, som för första gången omnämns i ett dokument från omkring år 1076, har cirka 9 000 invånare.